# 伊丽莎白蒂夫卡 (韦塞洛多林长老区)
46°9′36″N 29°20′48″E / 46.16000°N 29.34667°E
伊丽莎白蒂夫卡（烏克蘭語：Єлизаветівка）是位於烏克蘭西南部的村莊，由敖德萨州博爾赫拉德區博羅迪諾市鎮韦塞洛多林长老区負責管轄。該村始建於1922年，面積0.7平方公里，海拔高度38米，2001年人口367，人口密度每平方公里524.29人。